# Chris Gunter
Christopher Ross "Chris" Gunter (Newport, 21 de julho de 1989) é um ex-futebolista galês.

## Carreira

### Cardiff City
Chris Gunter se formou nas categorias de base do Cardiff City de 1997 a 2006. Após esse período ele assinou seu primeiro contrato profissional com o clube dia 1 de agosto de 2006, juntamente com seu colega Darcy Blake.
Gunter fez sua estréia no time em 22 de agosto de 2006 contra o Barnet na Copa da Liga Inglesa.
O Cardiff City recebeu duas propostas do Everton por Gunter, mas ambas foram rejeitadas.

### Tottenham
Em 21 de dezembro de 2007, o Cardiff City chegou a um acordo com o Tottenham e, portanto, Gunter estava autorizado a negociar as bases salariais com o clube de Londres. O Cardiff City também afirmou que o Tottenham tinha "cumprido a valorização do jogador", que tinha sido relatada previamente em 4 milhões de libras. Em 22 de dezembro, Gunter passou por exames médicos no White Hart Lane, com vista a um movimento de 2 milhões de libras. A transferência foi oficializada em 24 de dezembro e ele se juntou ao elenco do clube após a janela de transferências aberta em 1 de janeiro de 2008. Chris fez sua estréia pelos Spurs em um jogo da Copa da Liga contra o Reading no Madejski Stadium.
Em 12 de março de 2009, Gunter foi emprestado para o Nottingham Forest pelo resto da temporada 2008-09.

### Nottingham Forest
Em 17 de julho de 2009, o Tottenham aceitou uma oferta de £1.75 milhões do Nottingham Forest. O Nottingham Forest concluiu a transferência de Gunter em 20 de julho, o jogador assinou um contrato de quatro anos.

### Reading
Gunter se transferiu para o Reading em 17 de julho de 2012, assinando um contrato de três anos. O valor não foi divulgado, porém foi noticiado que teria sido entre 2,3 e 2,5 milhões de libras.

## Seleção Galesa
Gunter começou a defender a seleção galesa entre 2003 e 2004, fazendo quatro jogos pela seleção galesa sub-15, entre 2004 e 2005 tambem fez 4 jogos pela seleção galesa sub-16 e entre eles jogando um amistoso contra a seleção irlandesa sub-16 e três pelo Victory Shield, torneio do Reino Unido. 
Ele então fez 11 jogos pela seleção galesa sub-17, entre 2005 e 2006, jogando em duas rodadas do UEFA Championships ajudando o Pais de Gales a se qualificar à fase de elite. Seu próximo passo foi jogar na seleção galesa sub-19 jogando a Milk Cup. Gunter se tornou o segundo jogador mais jovem a jogar pela seleção galesa sub-21, isso aconteceu quando ele jogou contra a seleção do Chipre sub-21 com 16 anos e 299 dias. Ele finalmente fez sua estréia jogando pela seleção principal em um jogo amistoso entre País de Gales e Nova Zelândia em 26 de maio de 2007 no Racecourse Ground, em Wrexham, em fazê-lo, ele se tornou o jogador mais jovem do Cardiff City a defender as seleções de base do Pais de Gales. Chris Gunter fez parte do elenco da Seleção Galesa de Futebol da Eurocopa de 2016 e Eurocopa de 2020.